# Иянга, Ибан
И́бан Ия́нга Травье́со (исп. Iban Iyanga Travieso; 2 июня 1987, Лас-Пальмас-де-Гран-Канария, Испания), более известный как Рэнди (исп. Randy) — экваториальногвинейский футболист, полузащитник греческого клуба «Олимпиакос» (Волос) и Экваториальной Гвинеи. Участник Кубка африканских наций 2012 и 2015 годов.

## Биография

### Клубная карьера
Ибан Иянга является воспитанником клуба «Лас-Пальмас». В 2007 году он попал в состав второй команды клуба «Лас Пальмас Б». В сезоне 2007/08 команда заняла 2-е место в Терсере, которое позволило команде попасть в плей-офф за право выхода в Сегунду Дивизион B, третью по значимости футбольную лигу Испании. Победив в своей группе представители Канарских островов пошли на повышение. Но уже в следующем сезоне команда заняла 16-е место и выбыла обратно в Терсеру. Всего за второй состав «Лас-Пальмаса» Рэнди провёл 57 матчей и забил 10 голов.
20 июня 2009 года в матче последнего 42-го тура Сегунды с «Леванте», Рэнди дебютировал в составе основной команды «Лас-Пальмаса». Он вышел на поле в стартовом составе и был заменён на 69-й минуте матча, который завершился ничьей со счётом 2:2.
Несмотря на дебют, на сезон 2009/10 Рэнди был отдан в аренду клубу «Мирандес» из третьей лиги. За год Рэнди провёл 29 матчей и забил 1 гол, но клуб занял лишь 13-е место в турнирной таблице и не смог претендовать на повышение. После этого Рэнди вернулся в «Лас-Пальмас».
Новый сезон на Канарах Рэнди вновь начал в качестве резервиста, в первой половине чемпионата он всего-лишь дважды выходил на замену. В самом начале декабря на одной из тренировок футболист сломал себе ключицу и выбыл из строя на 2 месяца. Его возвращение состоялось только в феврале 2011 года, но даже восстановившись после травмы, Рэнди продолжал сидеть на скамейке запасных. В итоге за весь сезон сыграл только в 5-и матчах, при этом всего один раз выйдя в стартовом составе.
Летом 2011 года, руководство «Лас-Пальмаса» хотело вновь отдать Рэнди в аренду другому клубу, но подходящих вариантов не нашлось и поэтому он остался в клубе.

### Карьера в сборной
Свой первый вызов в сборную Экваториальной Гвинеи Рэнди получил в июле 2010 года на товарищеский матч со сборной Марокко, однако футболист отказался от этого вызова из-за того что он хотел сосредоточиться на выступлениях в своём клубе.
Но уже 12 октября 2010 года Рэнди дебютировал в составе сборной Экваториальной Гвинеи в товарищеском матче со сборной Ботсваны, который завершился со счётом 0:2 в пользу ботсванцев.
7 сентября 2011 года в товарищеском матче со сборной ЦАР, который завершился победой Экваториальной Гвинеи со счётом 3:0, Рэнди забив первый гол, открыл счёт своим голам за сборную. 11 ноября в отборочном матче чемпионата мира 2014 года со сборной Мадагаскара, который завершился победой Экваториальной Гвинеи со счётом 2:0, Рэнди с пенальти забил свой второй гол за сборную.
В 2012 году главный тренер сборной Экваториальной Гвинеи Жилсон Паулу включил Рэнди в список игроков на первый в истории страны Кубок африканских наций. В первом матче турнира Экваториальная Гвинея обыграла сборную Ливии со счётом 1:0. А в следующем неожиданно обыграла сборную Сенегала со счётом 2:1, причём первый гол в матче оказался именно на счету Рэнди. Благодаря этой победе Экваториальная Гвинея, впервые попавшая на Кубок африканских наций, самой первой обеспечила себе место в четвертьфинале.
Всего за сборную Экваториальной Гвинеи Рэнди забил 3 гола в 9-и матчах.

## Статистика в сборной
| № | Дата            | Место проведения | Соперник   | Счёт | Голы | Турнир                       |
| 1 | 12 октября 2010 | Малабо           | Ботсвана   | 0:2  | -    | Товарищеский матч            |
| 2 | 29 марта 2011   | Малабо           | Гамбия     | 1:0  | -    | Товарищеский матч            |
| 3 | 7 сентября 2011 | Малабо           | ЦАР        | 3:0  | 1    | Товарищеский матч            |
| 4 | 11 октября 2011 | Малабо           | Камерун    | 1:1  | -    | Товарищеский матч            |
| 5 | 11 ноября 2011  | Малабо           | Мадагаскар | 2:0  | 1    | Отборочный матч к ЧМ 2014    |
| 6 | 15 ноября 2011  | Антананариву     | Мадагаскар | 1:2  | -    | Отборочный матч к ЧМ 2014    |
| 7 | 6 января 2012   | Бата             | ЮАР        | 0:0  | -    | Товарищеский матч            |
| 8 | 21 января 2012  | Бата             | Ливия      | 1:0  | -    | Кубок африканских наций 2012 |
| 9 | 25 января 2012  | Бата             | Сенегал    | 2:1  | 1    | Кубок африканских наций 2012 |

Итого: 9 матчей / 3 гола; 16 побед, 11 ничьих, 24 поражения.
| Год   | Матчи КАН | Матчи КАН | Отборочные матчи ЧМ | Отборочные матчи ЧМ | Товарищеские матчи | Товарищеские матчи | Итого | Итого |
| Год   | Игры      | Голы      | Игры                | Голы                | Игры               | Голы               | Игры  | Голы  |
| ----- | --------- | --------- | ------------------- | ------------------- | ------------------ | ------------------ | ----- | ----- |
| 2010  | 0         | 0         | 0                   | 0                   | 1                  | 0                  | 1     | 0     |
| 2011  | 0         | 0         | 2                   | 1                   | 3                  | 1                  | 5     | 2     |
| 2012  | 2         | 1         | 0                   | 0                   | 1                  | 0                  | 3     | 1     |
| Итого | 2         | 1         | 2                   | 1                   | 5                  | 1                  | 9     | 3     |

По состоянию на 26 января 2012